# Église Saint-Vincent de Saint-Vincent-de-Salers
Pour les articles homonymes, voir église Saint-Vincent.
L'église Saint-Vincent est une église située en France sur la commune de Saint-Vincent-de-Salers (Cantal), en région Auvergne-Rhône-Alpes.

## Historique
L'église date de la fin du XIIe siècle, à laquelle furent ajoutées au XVIe siècle les chapelles de la troisième travée de la nef. Le second étage du clocher et le petit porche datent également de cette époque. L'édifice a conservé ses éléments architecturaux médiévaux et présente un caractère rural typique de la Haute-Auvergne.

### Protection
L'église est classée au titre des monuments historiques par arrêté du 9 janvier 1930.

## Description
L'église est voûtée en berceau, avec une abside à cinq pans intérieurement et sept pans extérieurement. Le clocher carré, ajouré sur ses quatre faces, repose directement sur le chœur. La corniche est décorée de corbeaux sculptés de sujets profanes, et les pentures de la porte présentent des têtes de chiens et des ornements gravés.